# Ángel Calderón de la Barca
Ángel Calderón de la Barca y Belgrano (Buenos Aires, 1790 -San Sebastián, 31 de mayo de 1861) fue un diplomático y político español.

## Biografía
Diplomático desde el año 1819, se casó poco después con Isabel de Vera. Secretario en 1820 de la Legación en Rusia, destinado después – desde 1836 - en Londres. Conoce en la ciudad británica a la escocesa Frances Erskine Inglis, con quien se casaría en 1838. Destinado un año después como Ministro Plenipotenciario en México donde permanecerá hasta 1841 para ser destinado después a los Estados Unidos donde mantendría una activa correspondencia con el hispanista estadounidense William H. Prescott. En 1853 es nombrado por un año ministro de Estado. Fue designado senador vitalicio en 1853.

## Órdenes
- Caballero de gracia de la Sagrada Orden Militar Constantiniana de San Jorge.[2]